# Colección de variedades de cítricos en Riverside
La Colección de variedades de cítricos en Riverside (en inglés: University of California, Riverside Citrus Variety Collection también conocido como UCR Citrus Variety Collection (CVC).)
es una de las colecciones más importantes de la diversidad de cítricos en el mundo.
La UC Citrus Experiment Station fue creada el 14 de febrero de 1907, la estación celebró su 100º aniversario en el 2007.
Se utiliza para investigación, cultivo y Extensión educativa de actividades en el campus de la Universidad de California en Riverside ubicada en Riverside, California.

## Localización
El edificio original de 1917 de la UC Citrus Experiment Station se ubica en las colinas de la "Box Springs Mountain" en el campus de la Universidad de California, Riverside en Riverside, California, Estados Unidos.
Riverside Botanic Gardens, University of California, Riverside, Riverside county California 92521 United States-Estados Unidos.
Planos y vistas satelitales.33°58′32.37″N 117°19′52.46″O / 33.9756583, -117.3312389

## Colección
La colección se compone de 1.800 árboles, lo que representa dos de cada uno de los 900 diferentes tipos de cítricos y familiares. 640 tipos están dentro del género Citrus, los tipos restantes forman parte de los otros 28 géneros relacionados en la familia Rutaceae sub-familia Aurantiodeae.

## Historia
El CVC se estableció por primera vez, con aproximadamente 500 especies de cítricos plantados en 5 acres (20.000 m²) por Herbert John Webber, profesor de fitomejoramiento y director de la temprana "UC Citrus Experiment Station" (Estación Experimental de Cítricos de la UC). Hoy en día, la colección consta de 22,3 hectáreas (90.000 m²) en el campus de la UCR, 2 acres (8.100 m²) en el Centro de Investigación y Extensión de la Costa Sur en Irvine, y 2 (8.100 acres m²) en la Estación de Investigación Agrícola del Valle Coachella en Thermal.
Se siguen incluyendo accesiones (según la Convención de Viena sobre el Derecho de los Tratados), que se introdujeron por primera vez en el siglo XX, así como las nuevas variedades que fueron desarrollados más recientemente a través del "Citrus Clonal Protection Program " (Programa de Protección Clonal de Citrus)(CCPP), un programa especial que evalúa los árboles para los viveros y las industrias de producción de cítricos.
La colección actualmente sirve como un recurso genético para la investigación que van desde el injerto de rizomas para el estudio de limonoides como agentes anti-cáncer. Además, el depósito de USDA-ARS Nacional de Germoplasma Clonal de Cítricos y Dátiles (NCGRCD) utiliza la colección para la conservación de la diversidad genética dentro de la familia Rutaceae. El CVC también ofrece fruta para muchas actividades de educación y de extensión, tal como el "Riverside Orange Blossom Festival".
La colección atrae admiradores de todo el mundo. Además de sus deberes de investigación, el Curador Tracy Kahn recibe habitualmente visitas de fruteros, agricultores, propietarios de restaurantes, así como a miembros del público en general interesados en raras variedades de la fruta. Sus colaboraciones con el chef local Clements Brien cocinero, propietario del restaurante Omakase, han llevado a la producción de cenas gastronómicas de cítricos que han atraído la atención de entendidos en Nueva York, lo que resulta en su invitación a cocinar una comida de cítricos para la "James Beard Foundation".